# Now or Never
Now or Never – piosenka z albumu High School Musical 3 wykonywana przez Zaca Efrona. Premiera utworu miała miejsce w Radiu Disney 11 lipca 2008. Piosenka ta, na amerykańskiej liście Billboard Hot 100 zajęła 85. miejsce.
Piosenka pojawia się na początku filmu High School Musical 3: Ostatnia klasa. Śpiewa ją Zac Efron (w filmie Troy Bolton).